# Dichopogon
Classification APG III (2009)
Genre
Dichopogon est un genre de plantes vivaces de la famille des Asparagaceae trouvé en Australie et en Nouvelle-Guinée. De nombreux auteurs l'incorporent dans le genre Arthropodium. 

## Principales espèces
- Dichopogon capillipes (Endl.) Brittan
- Dichopogon fimbriatus (R.Br.) J.F.Macbr. = Arthropodium fimbriatum R.Br.
- Dichopogon preissii (Endl.) Brittan
- Dichopogon strictus (R.Br.) Baker = Arthropodium strictum R.Br.
- Dichopogon tyleri Brittan .